# U 82
U 82 byla německá ponorka typu VIIC postavena v průběhu druhé světové války pro německé válečné námořnictvo.

## Konstrukce
Typ VIIC byla delší a těžší než předchozí ponorky typu VIIB. Na hladině měla výtlak 769 t, při ponoření 871 t. Ponor byl 4,7 m, výška 9,6 m. Pohon tvořily dva šesti válcové dieselové motory MAN M 6 V 40/46 o celkovém výkonu 2 800–3 200 hp (2 100–2 400 kW) k pohonu na hladině a dobíjení baterií (2 × 62 o celkové hmotnosti 61,996 t). K plavbě pod vodu sloužily dva elektromotory Brown, Boveri & Cie GG UB 720/8 o celkovém výkonu 750 hp (550 kW). Dvě lodní hřídele poháněly ponorku pomocí lodních šroubů o průměru 1,23 m. Mohla se potopit a plout v hloubce 100 m (konstrukční hloubka), případně v hloubce 165 m, maximálně až do 230 m pod hladinu moře. Rychlost ponoru byla 25–30 sekund. Její maximální rychlost byla 18,2 uzlů (33,7 km/h) na hladině a 7,3 uzlů (13,5 km/h) pod hladinou. Dosah byl 8 500 nm (15 700 km) při rychlosti 10 uzlů (19 km/h), pod vodou při rychlosti 4 uzly (7,4 km/h) urazila 80 nm (150 km).

## Historie služby
Ponorka U 82 byla objednána 25. ledna 1939 v loděnicích Vegesacker Werft (Bremer Vulkan) v Bremen-Vegesack pod výrobním číslem 10. Výroba byla zahájená položením kýlu 15. května 1940. Na vodu byla spuštěna 15. března 1941. Do služby byla zařazena 14. května 1941 po velením námořního poručíka Siegfrieda Rollmanna. Ponorka měla na věži znak patronátního města Coburg. V roce 1934 byl původní znak města změněn za meč s hákovým křížem v hlavici uprostřed polceného štítu černou a zlatou barvou.
Od 14. května do 31. srpna 1941 patřila 3. ponorkové flotile v Kielu jako cvičný člun. Od 1. září 1941 až do svého zničení 6. února 1942 jako bojový člun patřila k 3. ponorkové flotile v La Pallice/ La Rochelle.

## Bojové plavby
Ponorka U 82 během své služby absolvovala tři bojové plavby a potopila 9 lodí o celkové tonáži 53 049 BRT a poškodila jednu jednu loď o tonáži 1 980 BRT.
Ze základny v Kielu vyplula 21. června 1941 a doplula 3. července 1941 do Trondheimu v Norsku.

### První bojová plavba
Ponorka U 82 vyplula 11. srpna 1941 na první bojovou plavbu z Trondheimu a 18. září 1941 doplula na ponorkovou základnu v Lorient. Během třiceti devíti denní bojové plavby v operačním prostoru v severní části Atlantského oceánu a na jižně od pobřeží Islandu napadla konvoj SC-42 a potopila čtyři lodě o celkové tonáži 24 362 BRT a poškodila jednu loď o výtlaku 1 980 BRT.
Britský parník Empire Hudson byl poškozen torpédem ponorky U 81 o potopen torpédem ponorky U 82. Převážel 9562 t pšenice z Halifaxu přes Sydney do Liverpoolu. Zahynuly čtyři osoby, 63 osob přežilo. Britský tanker Bulysses byl potopen jedním torpédem. Převážel 9300 t  lehké ropy z New Yorku přes Sydney (Nové  Skotsko) do Stanlow. Zahynul jeden člověk, 59 osob přežilo. Britský parník Gypsum Queen byl potopen jedním torpédem. Převážel  5500 t sulfátu z New Orleans přes Sydney (Nové  Skotsko) do Glasgow. Zahynulo deset osob, 26 osob přežilo. Britský parník Empire Crossbill byl potopen jedním torpédem. Převážel 6668 t oceli a čtyři tuny humanitární pomoci z Filadelfie přes Sydney (Nové  Skotsko) do Hullu. Zahynula celá posádka 49 osob. Švédský parník Scania byl poškozen jedním torpédem a téhož dne byl potopen ponorkou U 202.
| datum         | jméno            | příslušnost | tonáž [BRT] | konvoj |             | zdroj |
| ------------- | ---------------- | ----------- | ----------- | ------ | ----------- | ----- |
| 10. září 1941 | Empire Hudson    | VB          | 7 465       | SC-42  | torpédována | [ 6 ] |
| 11. září 1941 | Bullysses        | VB          | 7 519       | SC-42  | torpédována | [ 6 ] |
| 11. září 1941 | Gypsum Queen     | VB          | 3 915       | SC-42  | torpédována | [ 6 ] |
| 11. září 1941 | Empire Crossbill | VB          | 5 462       | SC-42  | torpedována | [ 6 ] |
| 11. září 1941 | Scania           | Švédsko     | 1 980       | SC-42  | poškozena   | [ 6 ] |

### Druhá bojová plavba
Na druhou plavbu ponorka U 82 vyplula 15. října 1941 z ponorkové základny v Lorientu a 19. listopadu 1941 se vrátila zpět. Během třiceti šesti denní plavby v operačním prostoru v severním Atlantiku a západně od pobřeží Islandu se účastnila dvou vlčích smeček. Napadla konvoj SL-89 a potopila dvě lodi o celkové tonáži 9 380 BRT.
Britský parník Serbino byl potopen jedním torpédem. Převážel 3 500 t nákladu a 1355 t sisalových vláken z Mombasy přes Freetown do Liverpoolu. Zahynulo 14 osob, přežilo 51 osob. Britský parník Treverbyn byl potopen jedním torpédem. Převážel 6900 t železné rudy z Pepel (Siera Leone) přes Freetown do Cardiffu. Zahynula celá posádka 46 osob.
| datum          | jméno     | příslušnost | tonáž [BRT] | konvoj |             | zdroj |
| -------------- | --------- | ----------- | ----------- | ------ | ----------- | ----- |
| 21. říjen 1941 | Serbino   | VB          | 4099        | SL-89  | torpédována | [ 6 ] |
| 21. říjen 1941 | Treverbyn | VB          | 5281        | SL-89  | torpédována | [ 6 ] |

### Třetí bojová plavba
Na třetí bojovou plavbu ponorka U 82 vyplula 11. ledna 1942 z ponorkové základny v La Pallice a 6. února byla potopena. Během dvaceti šesti denní plavby v operačním prostoru v západním Atlantiku mezi Grand Banks of Newfoundland a Cape Sable Island u pobřeží Nového Skotska potopila dvě lodě s celkovou tonáží 18 117 BRT a torpédoborec s 1 190 BRT.
Britský tanker z konvoje ON-56 byl potopen jedním torpédem. Byl zatížen balastem a plul z Cardiffu na Arubu. Zahynuly čtyři osoby a 46 přežilo. Norský tanker z konvoje ON-56 byl potopen jedním torpédem. Byl zatížen balastem a plul z Manchesteru do Baton Rouge. Britský torpédoborec HMS Belmont byl potopen jedním torpédem. zahynulo 138 osob.
| datum          | jméno       | příslušnost | tonáž [BRT] | konvoj |             | zdroj |
| -------------- | ----------- | ----------- | ----------- | ------ | ----------- | ----- |
| 22. leden 1942 | Athelcrown  | VB          | 11 999      | ON-56  | torpédována | [ 6 ] |
| 23. leden 1942 | Leisten     | Norsko      | 6118        | ON-56  | torpédována |       |
| 31. leden 1942 | HMS Belmont | VB          | 1190        | NA-2   | torpédována |       |

## Zánik
Ponorka U 82 byla potopena 6. února 1941 hlubinnými pumami, které odpálila britská dělová šalupa HMS Rochester a britská korveta HMS Tamarisk severně od Azorských ostrovů. Zahynulo všech 45 členů posádky.

## Velitelé
| velení | velení        | velitel                  | poznámka |
| od | do            | velitel                  | poznámka |
| --- | ------------- | ------------------------ | -------- |
| 14. května 1941 | 6. února 1942 | Oblt. Siegfried Rollmann |          |
| Zdroj: |               |                          |          |
| Kptlt. – Kapitanleutnant (námořní kapitán), Oblt – Oberleutnant zur See (námořní poručík), Lt – Leutnant zur See (námořní podporučík), Kkpt – Korvettenkapitän (korvetní kapitán) |               |                          |          |

## Vlčí smečky
Ponorka U 82 se zúčastnila tří vlčích smeček:
- Grönland (11. srpna 1941 – 27. srpna 1941)[10]
- Markgraf (27. srpna 1941 – 16. září 1941)[11]
- Schlagetot (20. října 1941 – 1. listopadu 1941)[12]
- Raubritter (1. listopad 1941 – 14. listopadu 1941)[13]